# Michael Heck
Pour les articles homonymes, voir Heck.
Michael Heck, né le 8 juillet 1964 à Herborn, est un chanteur allemand.

## Biographie
Heck est d'abord policier dans la police antiémeute. À côté, il est DJ et joue dans un groupe de rock. Au bout de quelques années, il quitte la police et se consacre à la composition et au chant. Il passe plusieurs semaines à Nashville aux États-Unis et est supervisé par Joe Melson, co-auteur des premiers succès de Roy Orbison. Il écrit lui-même la plupart des chansons qu'il interprète.
En 2013, Heck signe avec MCP Sound & Media qui lui fait produire des reprises de Ronny. Elles sont produites et arrangées par Martin Pöham, arrangeur et compositeur.

## Discographie
Singles
- 2001 : Komm, wir machen das Leben zur Party
- 2001 : Oh, Jessie
- 2001 : Amore Blue
- 2002 : Rosanna
- 2002 : Silbervogel
- 2002 : Jenny’s Moviestar
- 2003 : Wenn du gehst
- 2003 : Rocky Mountain Lady
- 2003 : Wings Of Love (Auf den Flügeln der Liebe)
- 2005 : Vineta

Albums
- 1999 : Atlantis
- 2001 : Mein Land der Fantasie
- 2003 : Flammendes Herz
- 2008 : Windsurfer
- 2012 : Abenteuer Sehnsucht
- 2013 : Michael Heck singt die schönsten Lieder von Ronny
- 2014 : Die schönsten Weihnachtslieder von Ronny

## Source de la traduction
- (de) Cet article est partiellement ou en totalité issu de l’article de Wikipédia en allemand intitulé « Michael Heck » (voir la liste des auteurs).